# James E. Webb
James Edwin Webb (7. října 1906 Tally Ho, Severní Karolína – 27. března 1992 Washington, D.C.) byl americký státní úředník. Působil jako ředitel úřadu rozpočtu USA, mezi roky 1949–1952 byl náměstkem ministra zahraničních věcí v Trumanově vládě a v letech 1961–1968 působil jako druhý ředitel NASA.
V NASA dohlížel na úspěšné mise od prvních pilotovaných letů Mercury a Gemini až do posledních dnů před začátkem první mise Apollo.
V roce 2002 byl po něm pojmenován Vesmírný dalekohled Jamese Webba.